# Teorema de Weierstrass-Casorati
En análisis complejo, una rama de las matemáticas, el teorema de Casorati–Weierstraß describe el comportamiento de funciones meromorfas cerca de una singularidad esencial. Recibe su nombre de Karl Weierstraß y Felice Casorati.

## Enunciado del teorema
Sea un conjunto abierto U en el plano complejo que contiene a z0 y la función holomorfa f en U \ {z0}, pero tiene una singularidad esencial en z0 . El teorema de Casorati–Weierstraß entonces establece que:
| Si V es cualquier entorno de z0 contenido en U, entonces f(V \ {z0}) es denso en C. |

Esto puede decirse del siguiente modo:
| Para todo ε > 0, δ >0, y todo número complejo w, existe otro complejo z en U con \|z − z0\| < δ y \|f(z) − w\| < ε . |

O en términos más descriptivos:
| f es arbitrariamente cercano a cualquier complejo en el entorno de z0. |

Esta forma del teorema se aplica solo si f es meromorfa en U \ {z0}.
El teorema es considerablemente reforzado por el gran teorema de Picard que establece que f asume cualquier valor complejo con una posible excepción.

## Ejemplos

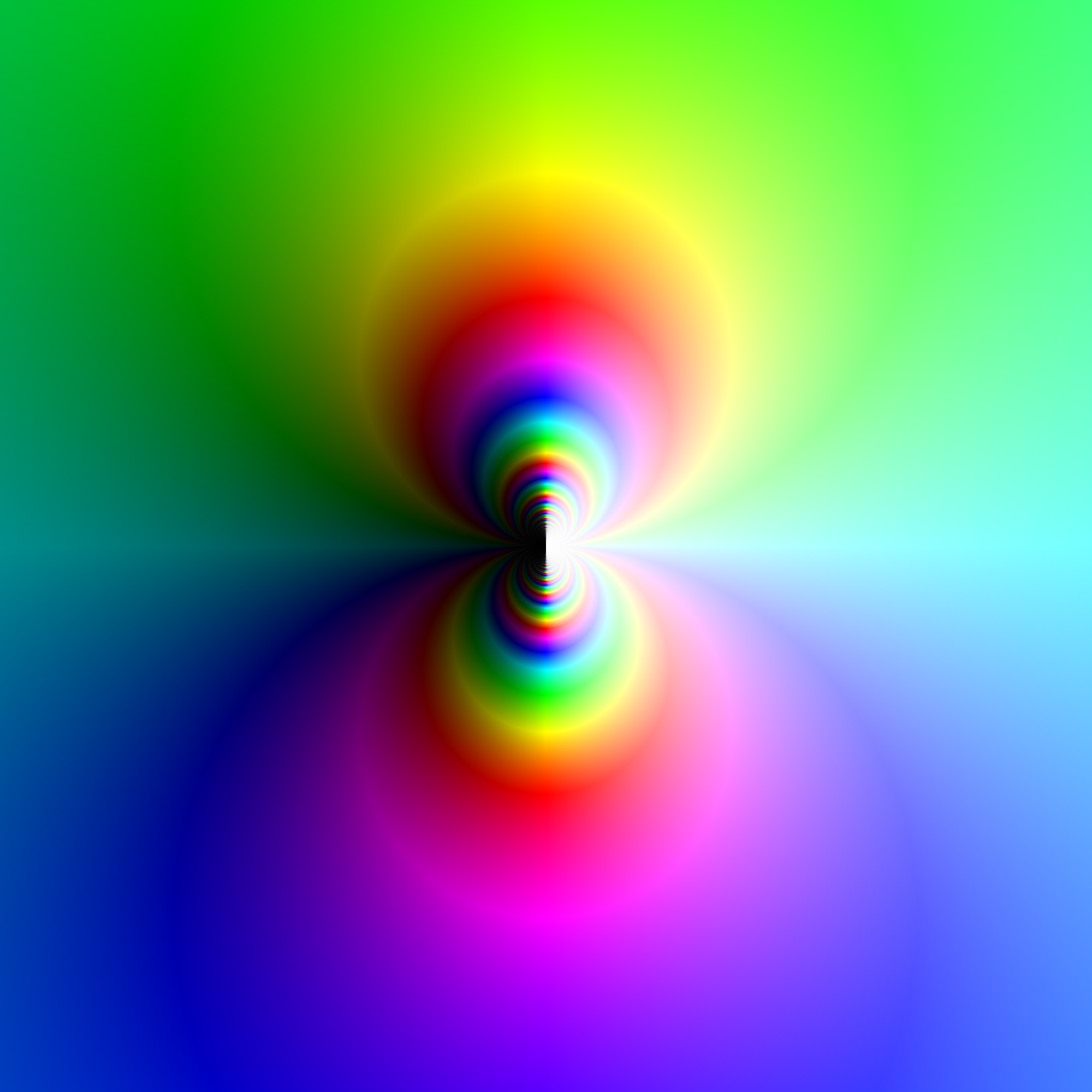
Gráfica de la función exp(1/z), centrada en la singularidad esencial en z = 0. La coloración representa el argumento complejo y la luminosidad el valor absoluto. Esta imagen muestra como acercándose a la singularidad desde diferentes direcciones se obtienen diferentes comportamientos (al contrario que un polo que sería uniformemente blanco).

La función f(z) = exp(1/z) tiene una singularidad esencial en z0 = 0, pero la función g(z) = 1/z3 no (tiene un polo en 0).
Considérese la función
{\displaystyle f(z)=e^{1/z}.\,}
Esta función tiene el siguiente desarrollo en serie de Laurent en torno a z0:
{\displaystyle f(z)=\displaystyle \sum _{n=0}^{\infty }{\frac {1}{n!}}z^{-n}.}

Empleando un cambio de variable a coordenadas polares {\displaystyle z=re^{i\theta }} la función, ƒ(z) = e1/z toma la forma:
{\displaystyle f(z)=e^{{\frac {1}{r}}e^{-i\theta }}=e^{{\frac {1}{r}}\cos(\theta )}e^{-{\frac {1}{r}}i\sin(\theta )}.}
Tomando el valor absoluto a ambos lados:
{\displaystyle \left|f(z)\right|=\left|e^{{\frac {1}{r}}cos\theta }\right|\left|e^{-{\frac {1}{r}}i\sin(\theta )}\right|=e^{{\frac {1}{r}}\cos \theta }.}
Entonces para valores θ tales que cos θ > 0, tenemos que {\displaystyle f(z)\rightarrow \infty } a medida que {\displaystyle r\rightarrow 0}, y para {\displaystyle \cos \theta <0}, {\displaystyle f(z)\rightarrow 0} a medida que {\displaystyle r\rightarrow 0}.
Consideremos qué ocurre cuando z toma valores en un círculo de diámetro 1/R tangente al eje imaginario. Este círculo viene dado por r = (1/R) cos θ, luego,
{\displaystyle f(z)=e^{R}\left[\cos \left(R\tan \theta \right)-i\sin \left(R\tan \theta \right)\right]}
y
{\displaystyle \left|f(z)\right|=e^{R}.\,}
Entonces,{\displaystyle \left|f(z)\right|} puede tomar cualquier valor distinto de 0 tomando el R adecuado. A medida que {\displaystyle z\rightarrow 0} en el círculo, {\displaystyle \theta \rightarrow {\frac {\pi }{2}}} con R fijo. De modo que la ecuación:
{\displaystyle \left[\cos \left(R\tan \theta \right)-i\sin \left(R\tan \theta \right)\right]\,}
toma todos los valores en el círculo unitario un número infinito de veces. Entonces f(z) toma todos los valores de cada uno de los números complejos un número infinito de veces exceptuando el 0.

## Demostración del teorema
A continuación se presenta una pequeña demostración del teorema:
Sea f una función meromorfa en un entorno local V \ {z0}, y sea z0 una singularidad esencial. Supongamos por reducción al absurdo que existe un b al cual la función no se acerca indefinidadmente; es decir, supongamos que existe un cierto complejo b y un ε > 0 tal que |f(z) − b| ≥ ε para todo z en V perteneciente al dominio de f .
La nueva función
{\displaystyle g(z)={\frac {1}{f(z)-b}}}
ha de ser holomorfa en V \ {z0}, anulándose en los polos de f. En virtud del teorema de extensión analítica de Riemann puede ser extendida analíticamente en todo V, de modo que la función original se puede expresar en términos de g de la siguiente forma:
{\displaystyle f(z)={\frac {1}{g(z)}}+b}
para todo z en V \ {z0}. Considérense dos posibles situaciones para el valor del siguiente límite:
{\displaystyle \lim _{z\rightarrow z_{0}}g(z).}
Si el límite es 0, entonces f tiene un polo en z0 . Si el límite es distinto de 0, entonces z0 no es una singularidad de f (es evitable). Ambas posibilidades contradicen la suposición de que z0 es una singularidad esencial de f, de modo que el teorema queda probado. {\displaystyle \quad \square }
- Datos: Q2226962